# Salahaddin Football Club
Maillots
Le Salahaddin Football Club (en arabe : نادي صلاح الدين), plus couramment abrégé en Salahaddin FC, est un club irakien de football fondé en 1975 et basé dans la ville de Tikrit.

## Historique
Fondé en 1974 dans la ville de Tikrit, le club est baptisé Salahaddin FC, du nom de la province dans laquelle il est implanté, Salah ad-Din.  
Salahaddin FC fait ses grands débuts en championnat national irakien lors de la saison 1977-1978, après avoir obtenu la montée de deuxième division. Lors de cette première participation, le club termine à la 11e place du classement. Lors des quatre saisons suivantes, Salahaddin FC ne dépasse pas la 9e place.
En 1982, il termine à une prometteuse 4e place puis la saison suivante, c'est la consécration avec le titre de champion, remporté avec un seul point d'avance sur Talaba SC, le champion sortant. C'est assez paradoxalement la seule et unique fois où l'équipe terminera sur le podium puisque les résultats ne vont pas se confirmer par la suite. En 1988, avec le nouveau système de championnat mis en place (poules régionales puis phase finale nationale), le club quitte l'élite et ne la retrouve que lors de la saison 1991-1992. 
Ce retour parmi l'élite ne dure que quelques saisons, à chaque fois terminées dans la deuxième partie de tableau. Le club descend finalement en D2 à l'issue de la saison 1994-1995, à la suite de la réduction du championnat de 24 à 12 équipes. Après deux ans en deuxième division, Salahaddin est à nouveau promu. 
Encore une fois, le club n'arrive pas à se stabiliser et doit être relégué à l'issue de la saison 1999-2000, sans jamais avoir réussi à obtenir des résultats probants lors de ces trois saisons consécutives parmi l'élite. Le séjour en D2 va durer trois ans, suivi d'une promotion et de deux nouvelles saisons en première division, conclues par une descente.
Salahaddin FC retrouve le championnat de première division lors de la saison 2008-2009, terminé à la 9e place du classement. Malheureusement pour le club de Tikrit, la saison suivante se conclut une fois encore par une relégation. Cette saison 2009-2010 est à ce jour la dernière apparition du club au plus haut niveau ; il joue depuis en deuxième division.
Le club n'a pas obtenu de résultats probants en Coupe d'Irak puisqu'il n'a même jamais disputé de finale.

## Palmarès
| Compétitions nationales                         |
| ----------------------------------------------- |
| - Championnat d'Irak (1) : - Champion : 1982-83 |

## Grands noms
- Ammo Baba (en tant qu'entraîneur)
- Adnan Hamad
- Nashat Akram (en junior)